# Ambengana complexipalpis
Ambengana complexipalpis là một loài nhện trong họ Linyphiidae.
Loài này thuộc chi Ambengana. Ambengana complexipalpis được Alfred Frank Millidge & Anthony Russell-Smith miêu tả năm 1992.